# Ветцель, Джейк
Джейкоб «Джейк» Ветцель (англ. Jacob "Jake" Wetzel; род. 26 декабря 1976, Саскатун, Саскачеван) — канадский и американский гребец, выступавший за сборные Канады и США по академической гребле в период 1998—2008 годов. Чемпион летних Олимпийских игр в Пекине, серебряный призёр Олимпийских игр в Афинах, трёхкратный чемпион мира, победитель этапов Кубка мира, победитель и призёр многих регат национального и международного значения. Доктор философии в области финансов.

## Биография
Джейк Ветцель родился 26 декабря 1976 года в городе Саскатун провинции Саскачеван.
Будучи подростком, состоял в юниорской национальной сборной Канады по велоспорту. Заниматься академической греблей начал осенью 1997 года во время учёбы в Калифорнийском университете в Беркли — состоял в местной гребной команде, неоднократно принимал участие в различных студенческих регатах, в том числе трижды выигрывал чемпионат Межуниверситетской гребной ассоциации (IRA). Проходил подготовку в Принстонском тренировочном центре в США.
Первого серьёзного успеха на взрослом международном уровне добился в сезоне 1999 года, когда вошёл в основной состав американской национальной сборной и побывал на чемпионате мира в Сент-Катаринсе, откуда привёз награду золотого достоинства, выигранную в зачёте распашных рулевых четвёрок.
В 2000 году в парных четвёрках выиграл бронзовую медаль на этапе Кубка мира в Вене и удостоился права представлять США в этой дисциплине на летних Олимпийских играх в Сиднее — сумел квалифицироваться лишь в утешительный финал В и расположился в итоговом протоколе соревнований на седьмой строке.
Из-за травмы плеча Ветцель вынужден был прервать свою спортивную карьеру. В 2003 году он вернулся в большой спорт, присоединившись теперь уже к гребной команде Канады, и добился успеха на нескольких престижных регатах: в зачёте четвёрок без рулевого одержал победу на этапе Кубка мира в Люцерне и на чемпионате мира в Милане.
В 2004 году в безрульных четвёрках выиграл этап Кубка мира в Мюнхене, стал серебряным призёром этапа Кубка мира в Люцерне, отправился на Олимпийские игры в Афинах — в той же дисциплине в решающем заезде пришёл к финишу вторым позади команды из Великобритании и выиграл тем самым серебряную олимпийскую медаль.
После афинской Олимпиады Ветцель на некоторое время покинул национальную сборную и сконцентрировался на учёбе в Оксфордском университете, где в 2006 году получил степень магистра наук в области финансовой экономики. Здесь так же состоял в гребной команде, в частности помог университетской восьмёрке выиграть традиционную регату «Оксфорд — Кембридж».
В 2007 году Джейк Ветцель вернулся в основной состав канадской национальной сборной, в восьмёрках был лучшим на этапе Кубка мира в Люцерне и на мировом первенстве в Мюнхене, став таким образом трёхкратным чемпионом мира по академической гребле.
Выиграв этап Кубка мира 2008 года в Люцерне, благополучно прошёл отбор на Олимпийские игры в Пекине. На сей раз в программе восьмёрок обошёл всех своих соперников в финале, в том числе более чем на секунду опередил ближайших преследователей из Великобритании, и тем самым завоевал золотую олимпийскую медаль. За это выдающееся достижение впоследствии все члены этого экипажа были введены в Канадский зал славы спорта.
По окончании пекинской Олимпиады Ветцель объявил о завершении карьеры профессионального спортсмена и осенью 2008 года поступил в Университет Британской Колумбии в Ванкувере, где впоследствии получил степень доктора философии в области финансов.